# (613) Ginevra
(613) Ginevra ist ein Asteroid des Hauptgürtels.
Das Motiv der Benennung ist unbekannt, wahrscheinlich ist der Kleinplanet nach Guinevere, der Frau König Arthurs benannt.